# 西南呈帝宝阁
西南呈帝宝阁，位于山西省长治市长子县南漳镇西南呈村，是一处山西省文物保护单位。
2021年8月4日，西南呈帝宝阁公布为第六批山西省文物保护单位，年代为明，古建筑类，编号6-168。